# Zwischenspiel (Schnitzler)
Zwischenspiel ist eine Komödie in drei Akten von Arthur Schnitzler, die am 12. Oktober 1905 im Burgtheater in Wien uraufgeführt wurde. 1904 bis 1905 entstanden, erschien der Text 1906 bei S. Fischer in Berlin.

## Zeit und Ort
Das Stück spielt 1906 in Wien.

## Titel
Der Titel ist doppelsinnig. Einmal wird auf das Zwischenspiel im Capriccio der vierten Sinfonie des Kapellmeisters Amadeus Adams angespielt. Und andermal deutet Zwischenspiel ironisch auf ein Intermezzo aus dem Ehealltag des Paares Cäcilie und Amadeus hin. Der Mann bricht die Ehe. Es wird höchstwahrscheinlich nicht sein letzter Treuebruch sein.

## Inhalt

### 1. Akt
Amadeus Adams hat mit der international erfolgreichen Sopranistin Cäcilie Adams-Ortenburg einen fünfjährigen Jungen. Im ersten Akt wird erkennbar, dass Amadeus in Wien mit der Opernsängerin Gräfin Friederike Moosheim ein Verhältnis hat. Er ist sich keiner Schuld bewusst und vereinbart – mit leichtem Zögern von Cäcilie – die eheliche Treue durch Freundschaft und völlige Wahrheit dem anderen gegenüber zu ersetzen. Am Ende stehen eine getrennte Sommerreise und ein Aufenthalt in Berlin der Sängerin an, wobei auch bei ihr mit der nur in Erwähnungen vorkommenden Figur des 26-jährigen Sigismund, Fürst von und zu Maradas-Lohsenstein, ein potentieller Liebhaber vorkommt. Darauf angesprochen, gibt Cäcilie ausweichende Antwort. Das Ehepaar geht auseinander und will gut Freund bleiben.

### 2. Akt
Der zweite Akt setzt mit der Rückkehr Cäciliens aus Berlin ein, wo sie große Erfolge feierte. Ihre Rückkehr wird von einem Gerücht begleitet, ein Wiener Journal
schreibt, dass Cäcilie in Berlin ein Verhältnis mit Fürst Sigismund gehabt habe und die beiden nun heiraten wollten. Dadurch wird Amadeus eifersüchtig. Seine Affäre mit der Gräfin ist vorbei, er will seine Frau wieder. Als einzigen Ausweg sieht er ein Duell mit dem Fürsten. Cäcilie, nach langer Abwesenheit heimgekehrt, gießt Öl ins Feuer. Sigismund sei ihr wirklich nachgereist. Man habe gemeinsam das Pergamenische Museum aufgesucht. Aber jenes Duell, das Amadeus wollte, findet nicht statt. Denn Sigismund kommt den Sekundanten des Kapellmeisters zuvor. Der Fürst sucht Amadeus auf und schlägt ihm freundlich vor, sich scheiden zu lassen. Dann wäre doch der Weg frei und er könne sich seinen sehnlichsten Wunsch erfüllen – Cäcilie heiraten. Amadeus weist das Ansinnen zurück, erkennt aber, dass die beiden keine Affäre hatten, sondern es nur Cäciliens Mittel war, Amadeus zurückzugewinnen.

### 3. Akt
Amadeus gesteht Cäcilie seine Liebe und bringt sie mit einigen Nachdruck dazu, wieder mit ihm zu schlafen. Aber das gelingt ihm nur ein einziges Mal, Cäcilie ist überzeugt, dass er sich nur neuerlich in sie verliebt habe, weil sie ihm fremd erschienen war. Während Amadeus glaubt, sie wäre ihm treu geblieben, lässt sie offen, zwar nicht mit Sigismund, aber mit anderen geschlafen zu haben. Cäcilie erscheint zwar dem Zuschauer nach ihrem neuerlichen Beischlaf als nachgiebig, doch der Schein trügt. Die Frau mag nicht in einer Ehe leben, „wo man sich betrügt – und wieder versöhnt – und wieder betrügt, je nach der Laune“. Amadeus muss widersprechen. Beide, er und sie, hatten sich doch freigegeben. Nun spielt Amadeus den Liebhaber, den Beschützer seiner Frau. Cäcilie aber kann sich mit solchem Lauf der Dinge nicht abfinden: „Wir lassen uns nicht scheiden [...] Wir scheiden.“ Cäcilie erkennt den großen Fehler in ihrer Ehe, die nun nicht mehr zu retten ist. Amadeus geht. Cäcilie bleibt leise weinend bei dem Söhnchen zurück.

## Zitate
- „Man darf die Menschen nie darüber aufklären, was sie einem bedeuten.“[4]
- „Man soll sich alle Lebewesen, wenn möglich, in der Nähe besehen.“[5]
- „Wer keine Verpflichtungen hat, für den gibt es auch nichts mehr zu fürchten.“[6]

## Rezeption
Struktur
- "Zwischenspiel" ist eines der Stücke Schnitzlers, in dem Ehekonflikte, die Untreue betreffend "im Konversationston ausgetragen"[7] werden. Der Zuschauer kann das Gemeinte aus dem Gesagten nur mit Mühe extrahieren, zumal da eindeutige Worte selten fallen.[8]

- Scheible[9]: Die sexuelle Freizügigkeit der beiden Ehepartner kann Schnitzler einigermaßen glaubhaft machen, indem er zwei Künstler als Mann und Frau nimmt. Amadeus ist der schwächere von beiden Ehepartnern. Denn erstens, die Freiheit, die er seiner Gattin gegeben hat, ruft letztendlich sein Begehren hervor, das die Freiheit beendet. Und zweitens, im Gegensatz zu Amadeus habe Cäcilie ihre Freiheit nicht genutzt. Amadeus kann das nicht begreifen.

Komödie
- Sprengel[10] ist sich nicht sicher, ob denn das Stück eine Komödie sei. Es überwiege doch manch Schmerzliches. Komisch seien höchstens die Kommentare des Textdichters Albertus zu den Geschehnisse in der vorgespielten Ehe.
- Le Rider[11]: Für Schnitzler seien Freizügigkeit in der bürgerlichen Ehe und auch die Emanzipation der Frau eine Illusion. In solchen patriarchalischen Verhältnissen unterwerfe sich gewöhnlich die Frau dem Manne beziehungsweise füge sich widerspruchslos. Trotzdem stelle der Autor ein Patriarchat im Niedergang auf die Bühne. Denn Cäcilie sei die Scharfsichtigere.
- Perlmann[12]: Amadeus sei jener Freizügigkeit in der Ehe, die er propagiert hat, nicht gewachsen. Nachdem Amadeus die Ehe gebrochen hat, will er Cäcilie – die er großzügig freigegeben hatte – wieder besitzen.

Quintessenz
- Perlmann[13]: Zwar biete Schnitzler kein Happy End, doch er stelle Versöhnung hintergründig zumindest in Aussicht. Scheible[14]: Cäcilie sei sich aber ziemlich sicher, auf die Dauer könne Amadeus nicht treu sein.
- Sprengel[15]: Der von den Ehepartnern vereinbarte Ausbruch aus der sozialen Rolle scheitere und münde in Verstellung.

Literatur
- Perlmann[16] gibt weiter führende Stellen an (Swales 1971, Kilian 1972, Jon D. Green 1973 und Offermanns 1973).

## Verfilmung
- "Zwischenspiel oder Die neue Ehe". Regie: Gedeon Kovács. ZDF 1971. Mit Peter Weck, Erika Pluhar, Hans Putz, Senta Wengraf, Eva Kinsky und Wolfgang Hübsch.

## Hörspiele
Einträge 95 und 96 in: Hörspiele (Memento vom 5. Dezember 2008 im Internet Archive)
- "Zwischenspiel". Erstsendung: am 2. Juni 1992. Regie: Klaus Gmeiner. ORF, BR, SFB. Mit Michael Heltau als Amadeus, Silvia Lukan als Cäcilie und Peter Wolfsberger als Sigismund.
- "Zwischenspiel". Erstsendung 1995. Regie: Renate Heitzmann. DLR.

### Quelle
- Arthur Schnitzler: Zwischenspiel. Komödie in drei Akten S. 411 bis 489 in Heinz Ludwig Arnold (Hrsg.): Arthur Schnitzler: Der einsame Weg. Zeitstücke 1891 - 1908. Mit einem Nachwort von Hermann Korte. S. Fischer, Frankfurt am Main 1961 (Ausgabe 2001). 525 Seiten, ISBN 3-10-073558-7

### Erstausgabe
- Arthur Schnitzler: Zwischenspiel. Komödie in drei Akten. 139 Seiten. Leinen. Goldprägung. S. Fischer Berlin 1906

### Sekundärliteratur
- Willi Handl: Schnitzler und sein „Zwischenspiel“. Zur Aufführung am Burgtheater. In: Die Schaubühne, Jg. 1, Nr. 7, 19. Oktober 1905, S. 187–191. online
- Hartmut Scheible: Arthur Schnitzler. rowohlts monographien. Rowohlt Taschenbuch Verlag, Reinbek bei Hamburg Februar 1976 (Aufl. Dezember 1990). 160 Seiten, ISBN 3-499-50235-6
- Therese Nickl (Hrsg.), Heinrich Schnitzler (Hrsg.): Arthur Schnitzler. Jugend in Wien. Eine Autobiographie. Mit einem Nachwort von Friedrich Torberg. Fischer Taschenbuch. Frankfurt am Main 2006. 381 Seiten, ISBN 978-3-596-16852-1 (© Verlag Fritz Molden, Wien 1968)
- Michaela L. Perlmann: Arthur Schnitzler. Sammlung Metzler, Bd. 239. Stuttgart 1987. 195 Seiten, ISBN 3-476-10239-4
- Wolfgang Sabler: Moderne und Boulevardtheater. Bemerkung zur Wirkung und zum dramatischen Werk Arthur Schnitzlers. S. 89–101 in: Heinz Ludwig Arnold (Hrsg.): Arthur Schnitzler. Verlag edition text + kritik, Zeitschrift für Literatur, Heft 138/139, April 1998, 174 Seiten, ISBN 3-88377-577-0
- Peter Sprengel: Geschichte der deutschsprachigen Literatur 1900 – 1918. München 2004. 924 Seiten, ISBN 3-406-52178-9
- Gero von Wilpert: Lexikon der Weltliteratur. Deutsche Autoren A – Z. S. 555, 2. Spalte, 18. Z.v.u. Stuttgart 2004. 698 Seiten, ISBN 3-520-83704-8
- Jacques Le Rider: Arthur Schnitzler oder Die Wiener Belle Époque. Aus dem Französischen von Christian Winterhalter. Passagen Verlag Wien 2007. 242 Seiten, ISBN 978-3-85165-767-8